# Новопятинский сельсовет
Новопятинский сельсовет — муниципальное образование со статусом сельского поселения в Нижнеломовском районе Пензенской области Российской Федерации.
Административный центр — село Новая Пятина.

## История
Статус и границы сельского поселения установлены Законом Пензенской области от 2 ноября 2004 года № 690-ЗПО «О границах муниципальных образований Пензенской области».

## Население
| 2002 | 2010 | 2012 | 2013 | 2014 | 2015 | 2016 |
| ---- | ---- | ---- | ---- | ---- | ---- | ---- |
| 650  | ↘487 | ↘445 | ↘418 | ↘396 | ↗397 | ↘396 |
| 2017 | 2018 | 2021 |      |      |      |      |
| ↘385 | ↘382 | ↘358 |      |      |      |      |

## Состав сельского поселения
| № | Населённый пункт | Тип населённого пункта       | Население |
| - | ---------------- | ---------------------------- | --------- |
| 1 | Кривозерье       | село                         | ↘152      |
| 2 | Новая Нявка      | село                         | ↘64       |
| 3 | Новая Пятина     | село, административный центр | ↘271      |